# Anton Diepenbrock
Anton Diepenbrock, Taufname Theodor Johann Anton Diepenbrock (* 14. Mai 1761 in Bocholt, Hochstift Münster; † 26. August 1837 in Regensburg, Königreich Bayern), war ein deutscher Großkaufmann, Gutsbesitzer, salmischer Hofkammerrat und Maire des Kantons Bocholt.

## Leben
Anton Diepenbrock wurde als ein Sohn des Schöffen, Bürgermeisters und Amtsrentmeisters von Bocholt und Amtsmanns von Werth, Bernhard Joseph Diepenbrock (1727–1788), und dessen Ehefrau Anna Alexandrina, geborene Thüsing (1722–1806), in ein Bocholter Patriziergeschlecht geboren. Er war ein vielseitig gebildeter, im Katholizismus wurzelnder Mann, der die französische Sprache beherrschte, der Romantik nahestand und von Ideen der Aufklärung geprägt war. In den Jahren 1792 bis 1808 führte er ein Familienbuch über die Pocken und eine Pockenimpfung, die er erfolgreich an seinen Kindern durchgeführt hatte. Als Textilverleger, als Großhändler für Baumseide und Baumwolle sowie als Teilhaber eines Hüttenwerks kam er zu einigem Vermögen. 1802 erbaute er als Landsitz auf seinem 300 Magdeburger Morgen großen Gut in Holtwick bei Bocholt ein zweigeschossiges, klassizistisches Herrenhaus, das Haus Horst, das bis 1841 bestand.
Als der Fürst zu Salm-Salm, Konstantin zu Salm-Salm, und die zu Regenten bestimmten Vormünder des minderjährigen Fürsten Friedrich IV. zu Salm-Kyrburg, Prinz Moritz zu Salm-Kyrburg und Fürstin Amalie von Hohenzollern-Sigmaringen, auf der Grundlage des Reichsdeputationshauptschlusses das Fürstentum Salm konstituiert hatten, beriefen sie Diepenbrock als Rat der Hofkammer in die gemeinschaftliche Regierung des Fürstentums. Nachdem das Land 1811 vom Kaiserreich Frankreich annektiert worden war, wurde er Maire des nach französischer Munizipalverfassung errichteten Kanton Bocholts. Als solcher amtierte er von 1811 bis 1812, als der Kanton in Mairien untergliedert wurde. Danach fungierte er in Bocholt als einer von 20 Munizipalräten. Auch wurde er Rat im Arrondissement Rees. Als nach der Völkerschlacht bei Leipzig Ende 1813 die französische Herrschaft in Deutschland zusammenbrach, engagierte sich Diepenbrock in einem Ausschuss zum Aufbau einer Landwehr. Nach dem Wiener Kongress, der Europa politisch neu ordnete, wurde der Kanton Bocholt, sein früherer Verwaltungsbezirk, 1816 in den preußischen Altkreis Borken eingegliedert.
Diepenbrock zog sich in dieser Zeit in sein Privatleben zurück und bewohnte mit seiner Familie ab 1816 das Haus Horst als Hauptwohnsitz. Seine Ehefrau, Maria Katharina Franziska, geborene Kesting (1763–1823), die er am 25. September 1787 in Erbach geheiratet hatte, eine Tochter des kurmainzischen Hofrats Ferdinand Joseph Kesting (1731–1813), war die Mutter von vier Söhnen, unter ihnen Melchior, der spätere Kardinal und Fürstbischof von Breslau, und Conrad Joseph, später ein Teilnehmer Deutschen Revolution 1848/1849. Unter den sechs Töchtern des Ehepaars ragte Apollonia Diepenbrock heraus, die als eine Krankenhausstifterin Bekanntheit erlangen sollte. Die älteste Tochter Maria Anna (Marianne) Diepenbrock (1788–1847) war 1809 mit Hans von Bostel vermählt worden, einem Juristen und Mitglied der Landesregierung des Fürstentums Salm, der später als ein preußischer Landrichter in Bocholt wirkte. Dessen Studienkollege, der Dichter Clemens Brentano, sowie Brentanos Freundin, die Dichterin Luise Hensel, waren häufige Gäste auf Haus Horst.
1826 entstand im katholisch-romantischen Milieu des Familienkreises auf Haus Horst anlässlich des Namenstags von Anton Diepenbrock (13. Juni) Brentanos Gedicht Antonius zur Predig, ein vielstrophiger Rundgesang, in dem Brentano den Familienkreis Diepenbrock der Reihe nach charakterisierte. Kern des Gedichtes war das bereits in den ersten Band der Sammlung Des Knaben Wunderhorn aufgenommene Lied Des Antonius von Padua Fischpredigt.
Um 1828 lebte Anton Diepenbrock zeitweilig in Koblenz bei seiner Tochter Apollonia. Im Frühjahr 1833 zog er nach Regensburg, wo sein Sohn Melchior als Sekretär des Bischofs Johann Michael Sailer eine theologische Karriere begonnen hatte und bereits zum Kanoniker und Domherrn aufgestiegen war. Dort starb er im Alter von 76 Jahren. Sailer selbst war mehrfach ein Holtwicker Hausgast Anton Diepenbrocks gewesen. 1827 hatte Diepenbrock Sailer eigenhändig porträtiert. Das Bildnis ist erhalten.